# André Dufraisse

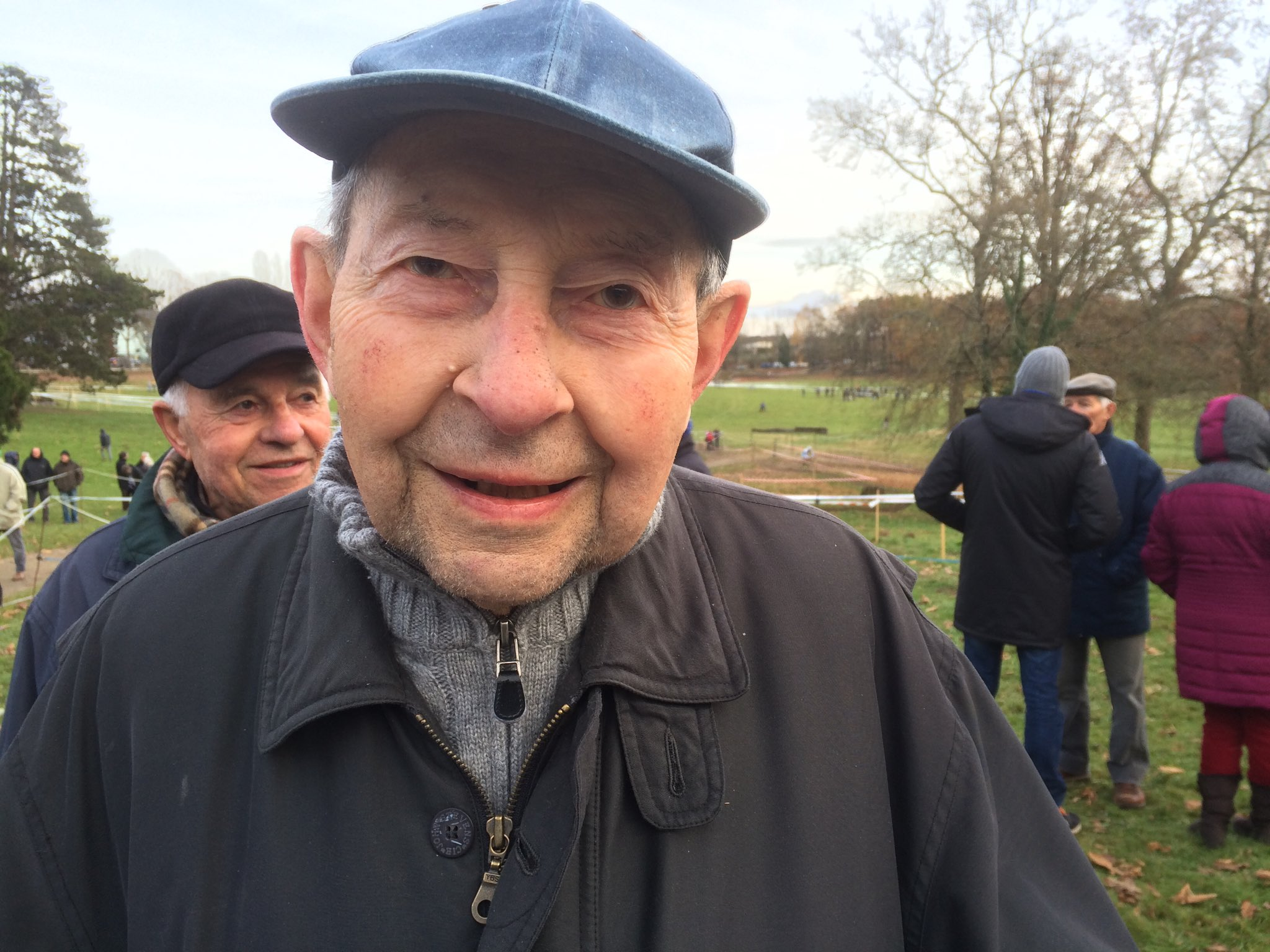
André Dufraisse, 2017

André Dufraisse (* 30. Juni 1926 in Razès, Département Haute-Vienne; † 21. Februar 2021 ebenda) war ein französischer Radsportler und fünffacher Weltmeister im Querfeldeinrennen.
André Dufraisse war von 1950 bis 1964 Profi und einer der dominierenden Querfeldeinfahrer der Welt. Er wurde fünfmal in Folge – von 1954 bis 1958 – Weltmeister und zweimal – 1951 und 1952 – Vizeweltmeister sowie dreimal Dritter. Siebenmal wurde er französischer Meister im Cyclocross. Zweimal (1956 und 1957) gewann er das Critérium Martini und 1951 die Subita a Arantzazu. Sein erstes Rennen bestritt er 1948 bei der Teilnahme an einem Straßenrennen. 1950 wandte er sich konsequent dem Querfeldeinrennen zu.
Jährlich wird in der französischen Region Limousin das Querfeldeinrennen La Limousine André Dufraisse ausgetragen.
Dufraisse wurde zum Ritter der Ehrenlegion ernannt; sein Pate bei der Ernennungszeremonie war der ehemalige französische Radrennfahrer Raymond Poulidor.